# Enigma Văii Albe
Enigma Văii Albe (Povestiri științifico-fantastice bulgare) este o culegere de povestiri științifico-fantastice scrise de autori din Bulgaria, o antologie din 1967 în limba română de Victor Kernbach și Mihail Magiari. A fost publicată la Editura Tineretului în Colecția SF. Antologia cuprinde mai multe povestiri din colecția de povestiri din 1964 în limba bulgară Човекът, който търси (Omul care caută).

## Cuprins
- Cuvânt înainte, eseu de Victor Kernbach
- Ciudatul meu prieten, astronomul ( Моят странен приятел — астрономът) de Liuben Dilov
- Întoarcerea ( Завръщането) de Anton Doncev
- Necunoscutul ( Неизвестното) de Nedealka Mihova
- Un fir din barba lui Mahomed ( Косъмът на Мохамед) de Dimităr Peev  (bg:Димитър Пеев)
- Experiența a reușit ( Опитът успя) de Dimităr Peev
- Cristalele vorbitoare (Говорещите кристали) de Vasil Raikov (Васил Райков)
- Enigma Văii Albe (Загадката на бялата долина) de Svetoslav Slavcev (bg:Светослав Славчев)
- Sorții ( Жребият) de Svetoslav Slavcev
- Omul care caută...  ( Човекът, който търси) de Ivan Vâlcev (bg:Иван Вълчев (писател))

## Ciudatul meu prieten, astronomul
Ciudatul meu prieten, astronomul (Моят странен приятел — астрономът) este o povestire scurtă de Liuben Dilov. Un renumit astronom descoperă mai multe semnale radio care provin din constelația Casiopeea  între stelele Rigel și Beelgeuse, semnale pe care le transformă în imagini. Prietenul său, un profesor de istorie își dă seama că acestea reprezintă un mesaj în limba akkadienilor antici. Urmașul urmașului urmașului „zeului” Ea cere ajutorul oamenilor în lupta cu cei „cumpliți” dar oamenii nu au tehnologia necesară de a atinge stelele.

## Un fir din barba lui Mahomed
Un fir din barba lui Mahomed ( Косъмът на Мохамед) este o povestire scurtă de Dimităr Peev. Strașimir Lozev îi oferă unui om de știință un cilindru transparent cu pereții netezi în care se afla o vergea subțire albicioasă. Cei doi nu reușesc să taie firul (cu diametrul de 0.,07 mm) cu foarfeca, nedumerit omul de știință duce firul în laboratorul său din Sofia. După ce atârnă o masă de 5 tone de fir acesta încă rezistă. Lozev  avea acest fir de la unchiul său, căpitanul Proinov, care a găsit obiectul în 1912 la hogii turci din  Keşan  în timpul războaielor balcanice. Firul ajunge la Moscova unde este cercetat de academicianul Lavrenti Pavlovici și de profesorul Grigoriev. Aceștia ajung la concluzia că este un mesaj lăsat pe Pământ cu milioane de ani în urmă de ființe nepământene și că firul trebuie cercetat de Institutul de Neurocibernetică din Leningrad.

## Experiența a reușit
Experiența a reușit este o povestire de Dimităr Peev în care doi cercetători, French și Teagle, creează în laborator cel mai puternic virus care ucide în câteva minute orice mamifer. După o ceartă între cei doi, pentru ca secretul creării virusului să nu cadă pe mâna armatei, cei doi experimentează asupra lor efectul virusului. 

## Cristalele vorbitoare
Cristalele vorbitoare este o povestire de  Vasil Raikov în care doctorul Luns și asistentul său Jack descoperă în meteoriți mesajul unei civilizații extraterestre: în cristale atomii sunt aranjați ca o hartă siderală conținând adresa exacta a planetei extratereștrilor.